# 迪瓦地区莱什
迪瓦地区莱什（法語：Lesches-en-Diois，法語發音：[lɛʃ ɑ̃ diwa]）是法国德龙省的一个市镇，位于该省东部，属于迪镇区。

## 地理
迪瓦地区莱什（44°35'52"N, 5°31'43"E）面积20.08 平方千米，位于法国奥弗涅-罗讷-阿尔卑斯大区德龙省，该省份为法国东南部内陆省份，北起顺时针与伊泽尔省、上阿尔卑斯省、上普罗旺斯阿尔卑斯省、沃克吕兹省和阿尔代什省接壤。
与迪瓦地区莱什接壤的市镇（或旧市镇、城区）包括：迪瓦地区博蒙、博里耶尔、瓦勒马拉韦勒、迪瓦地区吕克、米斯孔。

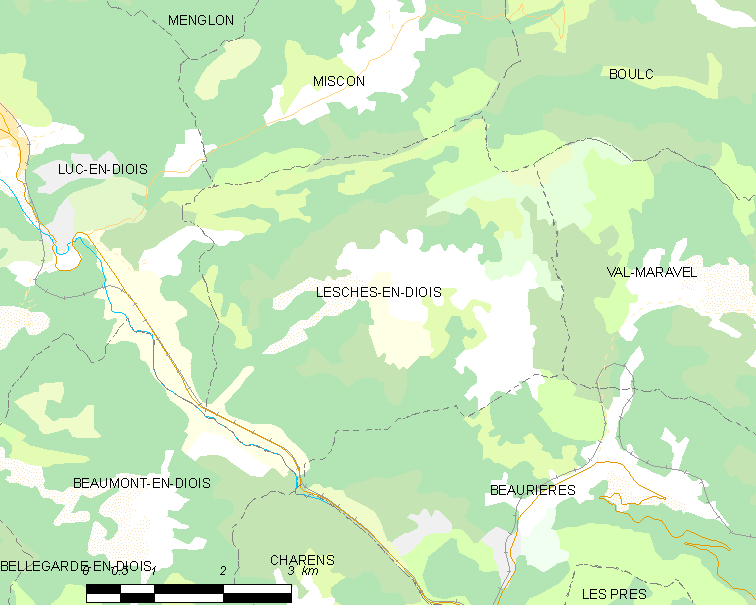
迪瓦地区莱什的OSM定位图

迪瓦地区莱什的时区为UTC+01:00、UTC+02:00（夏令时）。

## 行政
迪瓦地区莱什的邮政编码为26310，INSEE市镇编码为26164。

## 政治
迪瓦地区莱什所属的省级选区为迪瓦县。

## 人口

1962-2008年间迪瓦地区莱什人口变化图示

迪瓦地区莱什于2022年1月1日时的人口数量为58人。